# Larissa Reisner
Pour les articles homonymes, voir Reisner.
Larissa Reisner (russe : Лариса Михайловна Рейснер ; née le 1er mai 1895 (13 mai dans le calendrier grégorien) à Lublin et morte le 9 février 1926 à Moscou) est une écrivaine russe. Elle est notamment connue pour son rôle dans la Guerre civile russe qui a suivi la révolution d'Octobre et pour ses amitiés avec plusieurs des plus grands poètes russes du début du XXe siècle. 

## Biographie
On note une erreur liée aux (re-)transcriptions successives du nom de famille d'origine qui est en fait Reusner voire von Reussner. Cette famille est d'origine germano-balte le père étant né à Vilnius et le grand père paternel à Limbaži.
Son père est Mikhael Reisner (en) (Reussner) (en russe : [Михаил Андреевич Рейснер]) (1868-1928) juriste, activiste révolutionnaire, enseignant universitaire russe et soviétique ; sa mère est Ekaterina Alexandrovna Pakhomova (en russe : Екатерина Александровна Пахомова (1874-1927).
Larissa Reisner nait en Pologne à Lublin. Elle passe une partie de son enfance à Tomsk, où son père enseigne à l'Université d'État de Tomsk, puis à partir de 1903, elle vit en Allemagne.
En 1905, sa famille s'installe à Saint-Pétersbourg (Grande rue Zelenina, 26-б ; aujourd'hui, maison 28), dans l'aisance et le confort. Son père et son frère étaient passionnés par la idées social-démocrates (son père connaissait August Bebel, Karl Liebknecht, et  Lénine), ce qui a déterminé ses centres d'intérêts et sa vision du monde de jeune fille. À Saint-Pétersbourg, elle termine le gymnasium avec une médaille d'or et en 1912 entre à l'Institut de recherche psycho-neurologique Bekhterev (ru) où son père a enseigné.
Sa première œuvre est une pièce intitulée Atlantide (1913) éditée aux éditions dirigées par Zinovi Grjebine, Chipovnik.

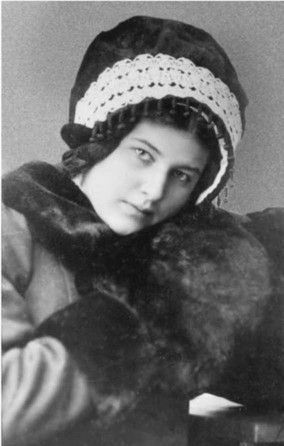
Larissa Reisner en 1913

Dans les années 1915-1916, elle publie avec son père la revue Roudine (8 numéros en tout sont parus), dont le but était de « stigmatiser par la satire, la caricature, le pamphlet toute la laideur de la vie russe ». Reisner y insère des poèmes, des feuilletons caustiques, moquant les mœurs politiques et des intellectuels des années 1910. Une place importante est réservée dans la revue à la critique des points de vue sur la guerre par Gueorgui Plekhanov. Larissa Reisner voulait aussi ouvrir la revue Roudine à de jeunes talents : elle a réussi à attirer à la collaboration dans sa revue d'universitaires du Pot des poètes (Kroujka poetov) tels Ossip Mandelstam, Vsevolod Rojdestvenski (en), l'artiste Sergueï Grouzenberg (ru), Nikolaï Koupreianov (ru), A. D. Topikov (pseudonyme pour E. I. Pravednikov). En mai 1916 la revue doit fermer par manque de moyens financiers .
En 1916-1917 Larissa Reisner est collaboratrice de la revue internationaliste Letopiset du journal de Maxime Gorki «Novaïa jizn (1917-1918)».
En 1916-1917, Larissa Reisner connaît une liaison amoureuse orageuse avec Nikolaï Goumilev, qui a laissé une empreinte profonde dans la vie et l'œuvre de la jeune femme (narrée sous le nom de Gafize dans son roman autobiographique qui n'a pas été publié du vivant de Reisner). La rencontre de Larissa et Nikolaï a lieu en 1916 au restaurant La Halte des comédiens, où se réunissait la bohême de Saint-Pétersbourg. À cette époque Goumilev était à Saint-Pétersbourg en service actif dans l'armée. Dans cette taverne l'ambiance était toujours fort bruyante et amusante : on y buvait du bon vin, on lisait des poèmes, on discutait de politique. La fascination exercée par Larissa sur Nikolaï Goumilev le mari d'Anna Akhmatova a été vécue calmement par cette dernière du fait que ce n'était pas la première fois qu'elle connaissait ce genre de situation. Les relations de Larissa avec Goumilev étaient extrêmement émotionnelles et exaltées.
Le roman de Larissa et Nikolaï s'est avéré de courte durée. En même temps qu'avec Larissa Reisner, le poète avait une relation amoureuse avec Anna Engelhardt, la fille de l'écrivain et poète Nikolaï Engelhardt (en) qu'il finira par épouser en 1918, ce qui indigna Larissa.

### Révolution d'Octobre et guerre civile

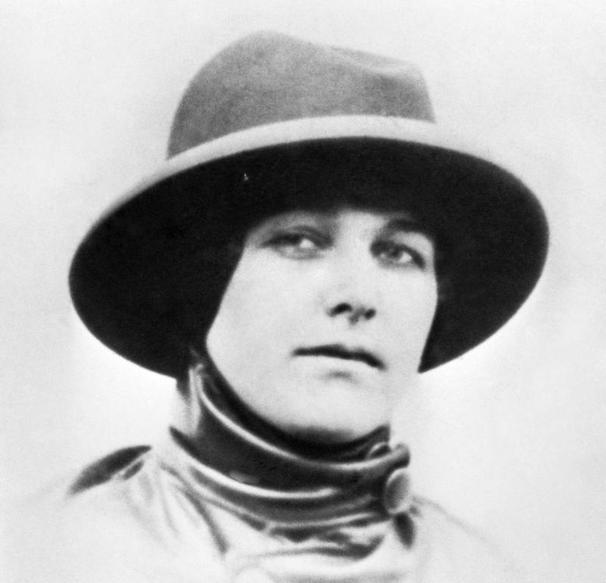
Larissa Reisner date et auteur inconnus

En 1917, Larissa Reisner s'implique dans les activités de la commission chargée des arts au sein du Conseil des députés ouvriers et paysans. Après la  Révolution d'Octobre, elle s'occupe quelque temps de la conservation des monuments (notamment le Musée de l'Ermitage et d'autres musées de Pétrograd). Elle a été aussi la secrétaire d'Anatoli Lounatcharski.
En 1918, elle adhère au Parti communiste de l'Union soviétique. En août 1918, elle part en reconnaissance vers Kazan occupée par les armées blanches. Après l'attaque par un détachement de gardes blancs, sous le commandement de Vladimir Kappel et de Boris Savinkov, des stations ferroviaires de Tiorlema et Sviajsk, le (28 août 1918), Larissa accomplit un raid de reconnaissance jusque Sviajsk par la station de Chikrane (aujourd'hui Kanache) pour rétablir la communication entre l'état-major et des unités militaires de la 5eArmée rouge.
Après avoir rejoint le Parti communiste de l'Union soviétique en 1918, Reisner fait une carrière militaire rare en son genre pour une femme  : en 1918, le commissaire du peuple aux affaires militaires et maritimes Léon Trotski la nomme (temporairement à partir du 20 décembre 1918 et en permanence à partir du 29 janvier 1919 commissaire auprès de l'état-major de la marine de la  République socialiste fédérative soviétique de Russie; après qu'elle a été commissaire du renseignement de l'état-major de la 5earmée, et qu'elle ait participé au déploiement de la flottille de la Volga et de la Kama dans le cadre de la guerre civile.
Larissa Reisner épouse le commandant de cette flottille Fiodor Raskolnikov. Nadejda Mandelstam, l'épouse du poète Ossip Mandelstam qui a rendu plusieurs visites à ce couple rebelle rapporte que Raskolnikov et Larissa vivaient dans la ville de Moscou affamée par les évènements de la guerre civile de  manière vraiment confortable avec un manoir, des serviteurs, des tables biens garnies.
De juillet 1919, jusqu'au milieu de l'année 1920, Reisner participe de nouveaux aux hostilités mais cette fois sur la flottille de la Volga et mer Caspienne  et, à partir de l'été 1920, elle devient collaboratrice de l'administration politique de la flotte de la mer Baltique.

### Après la guerre civile

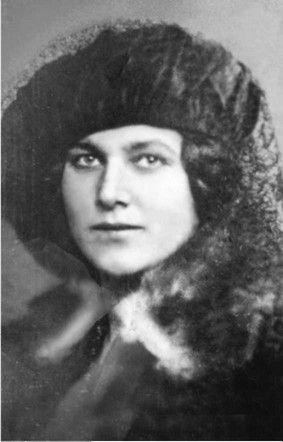
Larissa Reisner 1925

Pendant son séjour à Saint-Pétersbourg durant les années 1920—1921 Reisner participe activement à la vie politique et sociale, collabore avec l'Union des poètes de la ville, lie des liens d'amitié avec Alexandre Blok.
En 1921 elle est en Afghanistan dans le cadre d'une mission diplomatique soviétique, dont le chef était son mari Fiodor Raskolnikov. Son frère, Igor Reisner (ru), s'y trouvait également; c'est une des fondateurs de l'orientalisme soviétique. Le résultat des activités des jeunes diplomates a été la signature d'un traité de paix entre les deux pays. « Que fais-je ? J'écris comme une enragée sur l'Afghanistan », écrit Larissa à son frère, en lui expliquant qu'elle a décidé d'écrire ses impressions de voyage dans la partie est du pays (son livre Afghjanistan est paru en 1925) . Puis elle se sépare de son mari Fiodor Raskolnikov (mais il ne lui accorde pas le divorce) et elle retourne à Moscou où elle noue une liaison amoureuse avec Karl Radek, révolutionnaire bolchévique.
Avec Radek elle devient correspondante de l'Étoile rouge (Krasnaïa zvesda) et de Izvestia et elle part en 1923 en Allemagne avec Radek,  où elle est témoin de l'insurrection de Hambourg. Elle écrit sur ce sujet son ouvrage Hambourg sur les barricades (1925), livre condamné par la justice allemande à être brulé.  Elle consacre deux autres livres à l'Allemagne Berlin en 1923 et Au pays d'Hindenbourg.
Après son voyage à Hambourg, elle se sépare de Radek et part dans le Donbass et, après son voyage, écrit son livre Charbon, fer et gens vivants (1925).
Les dernières œuvres majeures de Reisner sont des études historiques et des portraits consacrés à des décembristes (Portraits de décembristes, 1925).

### Mort

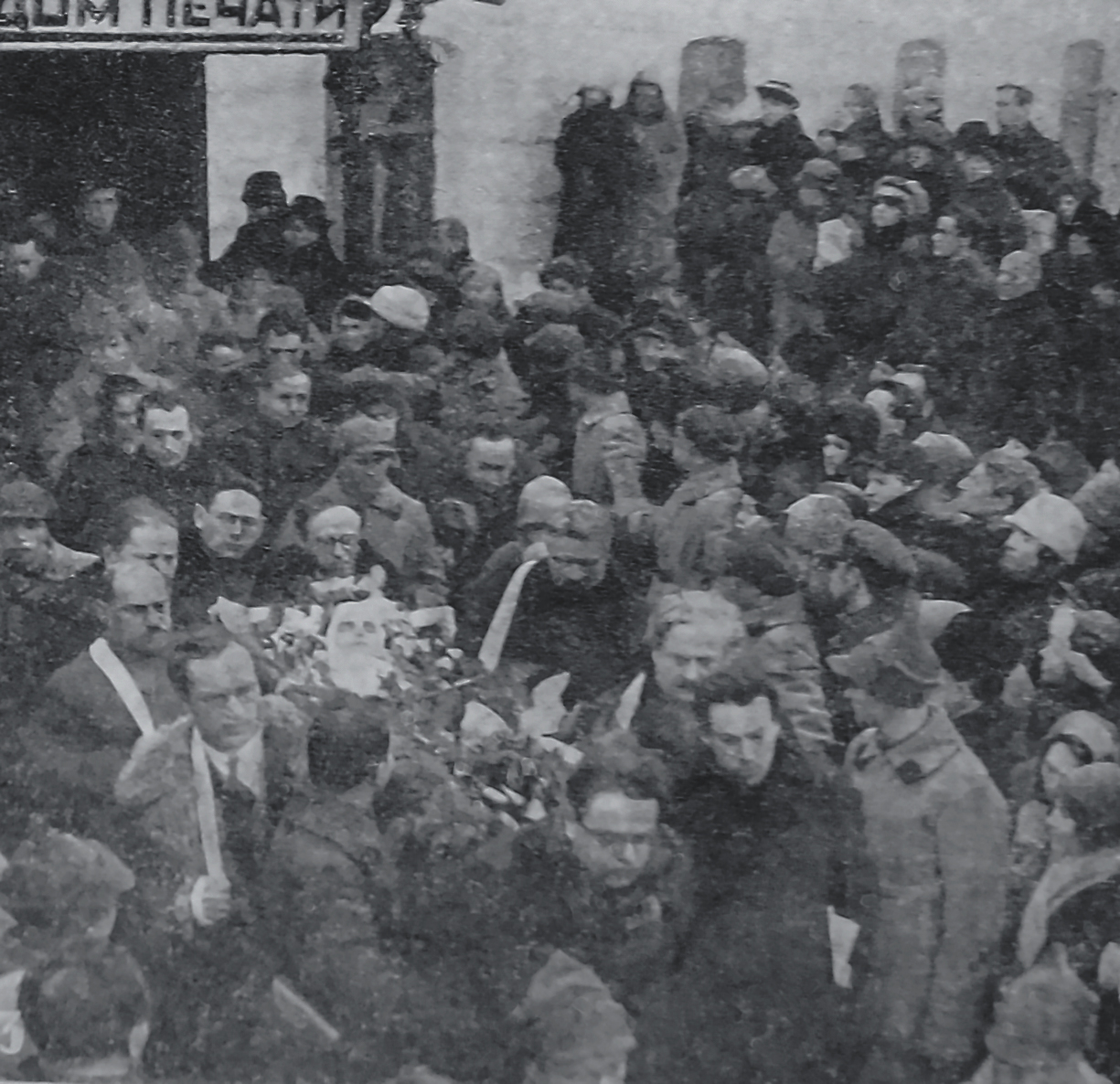
Funeraille de Larissa Reisner en 1926

Larissa Reisner est morte le 9 février 1926, à Moscou, dans sa 31e année de la fièvre typhoïde, après avoir bu un verre de lait cru. Son frère Igor survit et sa mère aussi mais cette dernière pendant peu de temps. Larissa  n'a pas récupéré du fait qu'à ce moment elle était fort épuisée par son travail et sa vie privée personnelle. À l'hôpital du Kremlin, où elle meurt, sa mère l'accompagne pour la surveiller et meurt immédiatement après elle. L'écrivain Varlam Chalamov a laissé ce texte en sa mémoire : « Une jeune femme, espoir de la littérature, une beauté, une héroïne de la guerre civile, à 30 ans, est morte de la fièvre typhoïde. C'est du délire. Personne ne le croit. Mais Reisner est morte. Elle est inhumée à la parcelle 20 du cimetière Vagankovski ». « Pourquoi est morte Larissa, un exemplaire unique d'être humain exceptionnel, rare, d'élite ? » a demandé pathétiquement Mikhaïl Koltsov .

Une des nécrologies disait:
Elle aurait dû mourir quelque-part dans la steppe, dans la mer, dans les montagnes, par un coup de fusil de près ou d'un Mauser.

## Ouvrages
- (ru) Types féminins chez Shakespeare, Riga, 1913 deux tomes Ophélie et Cléopâtre, édition Naouk et jizn  (Женские типы Шекспира : 1-2 / Лео Ринус. — Рига : Наука и жизнь, [1913]. — 2 т.; 12. — (Миниатюрная библиотека «Наука и жизнь»).)
  - (ru) Ophélie, 47 pages. 
  - (ru) Cléopâtre , 48 pages.
- (ru) Atlantide, Pièce parue dans la revue Chipovnik, n° 21, 1913
- (ru) Hambourg sur les barricades. Moscou, 1924, 1925.
- (ru) Histoire asiatique, Moscou, revue Ogoniok, 1925.
- (ru) Afghanistan, Moscou, Léningrad,édition GIZ , 1925.
- (ru) Charbon, fer, gens vivants, Moscou, Léningrad, édition GIZ, 1925.
- (ru) Au pays d'Hindenburg, Moscou, 1926.
- (ru) Innokenti Okceniov, Leningrad, 1927.
- (ru) Recueil d'œuvres, Tome I, Moscou, Léningrad, édition GIZ, 1928
- (ru) Recueil d'œuvres, Tome II, Moscou, Léningrad, 1928.
- (ru) Le Front Moscou, 1924, 1928, 1932. , essai sur la guerre civile.
- (de)Hamburg auf den Barrikaden. Erlebtes und Erhörtes aus dem Hamburger Aufstand 1923. Berlin 1925. Traduit en français : Hambourg sur les barricades. Une bolchévique dans la révolution allemande avec une introduction de Karl Radek. - Éditions La Brèche, 2020.
- (de)Eine Reise durch die deutsche Republik. Berlin 1926
- Bibliothèque d'État de Russie, Département des manuscrits, Ф.245. Larissa Reisner : fonds d'archives, 1895—1929.

## Dans la culture et les arts
- Larissa Reisner est devenue le prototype de la femme Commissaire du peuple dans la pièce La Tragédie optimiste de Vsevolod Vichnevski. Réalisé au cinéma en 1963 par Samson Samsonov. L'interprète du rôle principal est Margarita Volodina.
- L'enthousiasme de Boris Pasternak pour Larissa Reisner lui a fait choisir le prénom de Larissa pour l'héroïne principale du roman Docteur Jivago[9].
- Larissa Reisner apparait plus d'une fois dans le roman de Boris Akounine Un autre chemin (Drougoï pout)(2015).
- Dans le film Et le combat éternel… sur la vie d'Alexandre Blok le rôle de Larissa est joué par Antonina Chouranova.

## Critiques et appréciations
Léon Trotsky dans ses mémoires (Ma vie ) se souvient de Reisner :
« Cette belle jeune femme a filé comme un météore brulant sur fond de révolution. Avec l'apparence d'une déesse olympique elle combinait un subtil esprit ironique et le courage d'un guerrier. Après la prise de Kazan par les blancs, déguisée en paysanne elle se rend dans le camp ennemi en reconnaissance. Mais son apparence était trop inhabituelle et elle est arrêtée. Un officier du renseignement japonais l'interroge. Mais dès qu'une pose intervient elle se faufile par une porte mal gardée et disparaît. Depuis lors elle reste active dans le renseignement. Plus tard elle navigue sur des bateaux de guerre et prend part aux combats. Elle se consacre a des essais sur la guerre civile qui resteront dans la littérature. Avec la même inspiration, elle écrit sur les industries de l'Oural et sur le soulèvement des travailleurs de la Ruhr. Elle voulait tout voir, tout savoir et participer à tout. En quelques années elle est devenue une écrivaine de premier rang. Après avoir traversé indemne le feu et l'eau, cette Pallas Athéna de la révolution a soudainement été brûlée par le typhus dans Moscou devenue calme. Elle n'avait pas plus de trente ans ».
Pour l'historien de la littérature russe Ettore Lo Gatto, l'œuvre de Larissa Reisner présente un intérêt documentaire autant que littéraire.  Elle a manifesté depuis le début de sa carrière en 1912  « des dons rares dans des genres divers : essai historique, feuilleton, récit ». Son activité  politico sociale de communiste militante dans les premières années de la révolution ne l'a pas empêchée d'écrire une série d'esquisses sur l'Insurrection de Hambourg, sur l'Afghanistan, sur l'Allemagne (Au pays de Hildenburg), sur l'Oural (Charbon, fer et hommes vivants). À la veille de sa mort elle apporta sa contribution historique par son ouvrage consacré aux Décembristes (Décabristes)  .

## Vie privée
Elle a été mariée à :
- Fiodor Raskolnikov (Feodor Feodorovitch Iline dit Raskolnikov) (en russe : Фёдор Ильин/Раскольников) (1895-1939), originaire de Saint-Pétersbourg, officier soviétique et premier ambassadeur soviétique en Afghanistan.
- Karol Sobelsohn dit Karl Radek (en russe : Кароль Собельсо́н/Карл Бернгардович Радек) (1885-1939), originaire de Lviv révolutionnaire russe, dirigeant du Komintern.